# Acido tiosolforico
L'acido tiosolforico (nome IUPAC: acido S-solfurotioico) è un acido inorganico avente formula bruta H2S2O3 e formula semistrutturale HS−SO2−OH, o anche (O=)2S(O−H)(S−H).  Si tratta di un ossiacido solforato e in particolare può essere considerato come derivante dall'acido solforico HO−SO2−OH per sostituzione formale di uno dei suoi due ossidrili (O−H) con un solfidrile (S−H) ed è pertanto un acido diprotico.
L'acido tiosolforico è un composto molto instabile e come tale non ha applicazioni industriali: si decompone già sotto a 0 °C e non esiste  in soluzione acquosa in quanto, se si tenta di produrlo acidificando la soluzione di un tiosolfato, si ha decomposizione in zolfo elementare in sospensione e vari suoi composti, principalmente anidride solforosa (SO2).
I sali dell'acido tiosolforico sono i tiosolfati, che invece sono stabili; tuttavia, il loro contatto con acidi va evitato, perché il tal caso si forma acido tiosolforico che si decompone subito. Sono molto usati come riducenti in generale e in particolare in chimica analitica per titolazioni dello iodio (I2), con soluzione di salda d'amido come indicatore, iodio che in tal caso viene ridotto quantitativamente a ioduro (I−), mentre lo ione tiosolfato si ossida a ione tetrationato (S4O62−). Il tiosolfato di sodio, in particolare, è estesamente impiegato in fotografia analogica, per la quale complessa gli ioni Ag+ degli alogenuri di argento (in particolare AgBr) rimasti nelle pellicole impressionate dopo l'esposizione, facendoli passare in soluzione (operazione nota come  fissaggio, in fotografia) e rimuovendoli quindi dalla pellicola.

## Preparazione
L'acido tiosolforico si può ottenere attraverso uno dei metodi introdotti da Max Schmidt intorno agli anni sessanta del XX secolo; ad esempio, facendo reagire l'anidride solforica SO3 con l'acido solfidrico H2S in soluzione in etere dietilico (Et2O), raffreddata a una temperatura non superiore a -78 °C (195 K), lo si ottiene come addotto etereo secondo la reazione:
H2S (sol) + SO3 (sol)   ⇌   HS−SO2−OH  · n Et2O
Una variante consiste nell'acidificazione con acido cloridrico in soluzione eterea, ancora a -78 °C, del tiosolfato di sodio:
Na2S2O3 (s) + 2 HCl (sol)   ⇌   2 NaCl (s) + HS−SO2−OH · 2 Et2O
Alternativamente, lo si può ottenere puro, come liquido oleoso incolore, facendo reagire l'acido clorosolforico con l'acido solfidrico gassoso a temperature molto basse, secondo la reazione:
Cl−SO2−OH (l) + 2 H2S (g)   ⇌   2 NaCl (s) + HS−SO2−OH (l)
Anche così, l'acido tiosolforico ottenuto si decompone in anidride solforica e acido solfidrico (reazione inversa alla prima menzionata sopra) già ben al di sotto di 0 °C:
HS−SO2−OH   ⇌   H2S + SO3
Da notare, per confronto, che l'analoga reazione di decomposizione dell'acido solforico (in anidride solforica e acqua) avviene solo intorno a 300 °C.
Facendo reagire l'anidride solforica con l'acido solfidrico gassoso (invece che in etere) in proporzioni equimolari, sempre però a temperature molto basse, si forma tra di essi un addotto in forma di cristalli incolori, che è un isomero dell'acido tiosolforico:
H2S (g) + SO3 (g)   ⇌   H2S→SO3 (c)
Qui SO3 agisce come acido di Lewis verso la base di Lewis H2S. Anche questo isomero è instabile e per riscaldamento si decompone.

### Indagini più recenti
Più di recente, è stata pubblicata una sintesi dell'acido tiosolforico per reazione del tiosolfato di sodio con l'acido fluoridrico anidro a -60 °C, che funge sia da protonante dell tiosolfato che da solvente di reazione:
Na2S2O3 (s) + 2 HF (sol)   →   2 NaF (sol) + HS−SO2−OH (sol)
Il prodotto viene estratto in acetonitrile e filtrato; il solvente viene evaporato: si ottiene così un solido cristallino incolore che fonde a -30 °C e che tende a subire decomposizione, che diviene veloce sopra a -15 °C.

## Struttura e proprietà
L'acido tiosolforico esiste in due forme tautomere ed ha l'isomero strutturale H2S→SO3 già menzionato, con un legame dativo S→S.
Il tautomero principale (A) ha la classica struttura (O=)2S(O−H)(S−H), già menzionata sopra; la struttura dell'altro (B) deriva da uno spostamento di protone dallo zolfo all'ossigeno: (O=)(S=)S(O−H)(O−H). Quest'ultimo dovrebbe essere meno stabile in base alla regola dei doppi legami (legame S=S meno stabile del legame O=S), e questo fatto sembra essere confermato da calcoli teorici. Gli spettri Raman e infrarossi si accordano con la presenza di un gruppo SH e anche di un gruppo SSH, indicando in tal modo il tautomero A. Per la risonanza magnetica nucleare protonica (1H-RMN) il prodotto viene disciolto in anidride solforosa liquida a -40 °C; gli spettri ottenuti mostrano la presenza di due picchi distinti (spostamenti chimici: δ = 3,0 ppm, SH, e δ = 4,3 ppm, OH), confermando anche qui il tautomero A (nel tautomero B è atteso un solo picco per i due OH).
Calcoli teorici con il metodo RPBE1PBE e con basis set 6- 311G(3df,3pd) mostrano un atomo S centrale con tre atomi O e un atomo S ai vertici di un tetraedro distorto; il legame S−S è molto lungo (206,8 pm), il legame S−O è di 158,6 pm, e i due doppi legami S=O, non esattamente equivalenti, sono di 142,4 pm e 141,5 pm. Questo conferma la maggiore stabilità del tautomero A, in accordo anche con i calcoli teorici menzionati in precedenza.